# Искра (Чечерский район)
Искра (бел. Іскра) — деревня в Чечерском районе Гомельской области Белоруссии. Входит в состав Меркуловичского сельсовета.

## География

### Расположение
В 25 км на северо-запад от Чечерска, 52 км от железнодорожной станции Буда-Кошелёвская (на линии Гомель — Жлобин), 76 км от Гомеля.

### Гидрография
На востоке мелиоративный канал, соединённый с рекой Чечора (приток реки Сож).

## Транспортная сеть
На автодороге Рысков — Чечерск. Планировка состоит из прямолинейной улицы, ориентированной с юго-востока на северо-запад, к центру которой с юга присоединяется небольшой переулок. Застройка преимущественно двусторонняя, деревянная, усадебного типа.

## История
Основана в 1920-х годах переселенцами из соседних деревень на бывших помещичьих землях. В 1931 году организован колхоз. Во время Великой Отечественной войны в боях за освобождение деревни и окрестности погиб 131 советский солдат (похоронены в братской могиле в центре). 35 жителей погибли на фронте. Согласно переписи 1959 года в составе экспериментальной базы «Меркуловичи» (центр — деревня Меркуловичи.

## Население

### Численность
- 2004 год — 39 хозяйств, 72 жителя.

### Динамика
- 1959 год — 281 житель (согласно переписи).
- 2004 год — 39 хозяйств, 72 жителя.